# Benedetta Barzini
Benedetta Barzini (Monte Argentario, 22 settembre 1943) è una modella e giornalista italiana.
È riconosciuta come uno dei volti più significativi della moda italiana e internazionale degli anni sessanta.

## Biografia

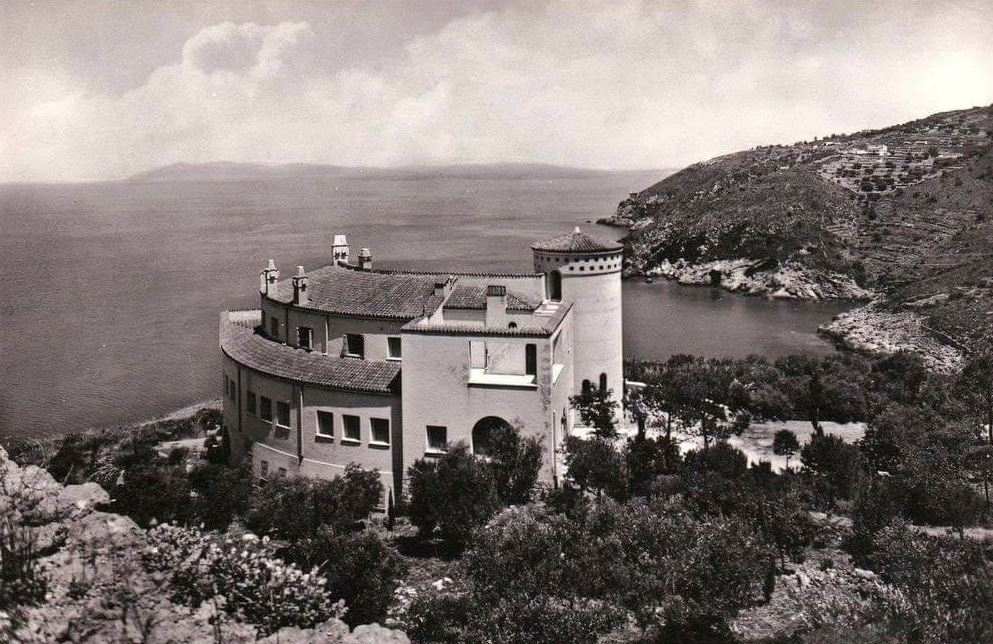
Villa La Cacciarella, detta Villa Feltrinelli a Monte Argentario, luogo di nascita di Benedetta Barzini

Benedetta Barzini è figlia di Luigi Barzini, inviato del Corriere della Sera, e di Giannalisa Gianzana Feltrinelli, vedova di Carlo e madre di Giangiacomo Feltrinelli, di cui quindi è sorella uterina.
Esordì nella moda in maniera assolutamente casuale: passeggiando per una via di Roma fu notata da Consuelo O'Connell Crespi, giornalista italo-americana direttrice dell'edizione italiana di Vogue Italia. Crespi, ignorando che Barzini fosse figlia di amici di famiglia, ne inviò una fotografia alla casa madre a New York all'attenzione della caporedattrice Diana Vreeland; quest'ultima convocò Barzini negli Stati Uniti per un servizio fotografico con Irving Penn, e da lì iniziò, a vent'anni, la sua carriera di modella.
Nei cinque anni di permanenza negli Stati Uniti, il suo volto segnato, antico, fu fotografato da Bert Stern, Sokolowsky, Richard Avedon, che la resero una sofisticata interprete di quel look esotico-mediterraneo che tanto piaceva agli americani (divenne top model di tutti i massimi fashion-brand dell'epoca). Durante l'esperienza americana ebbe rapporti di amicizia con Salvador Dalí e Andy Warhol.
Tornata in Italia, divenne una delle modelle preferite di Ugo Mulas e fu molto attiva nel movimento femminista degli anni settanta.
Accanto all'attività di modella "evergreen" (richiesta da Armani, Gattinoni, ecc) ha scritto di moda e di temi sociali su varie riviste del settore. Ha insegnato Storia dell'abito presso la Scuola progettisti di moda della Facoltà di Lettere dell'Università di Urbino e Antropologia della moda per il corso di Laurea Triennale di Fashion Design presso la Naba - Nuova Accademia di Belle Arti di Milano.

## Filmografia
- La scomparsa di mia madre, regia di Beniamino Barrese (2019)